# Láncoskönyv

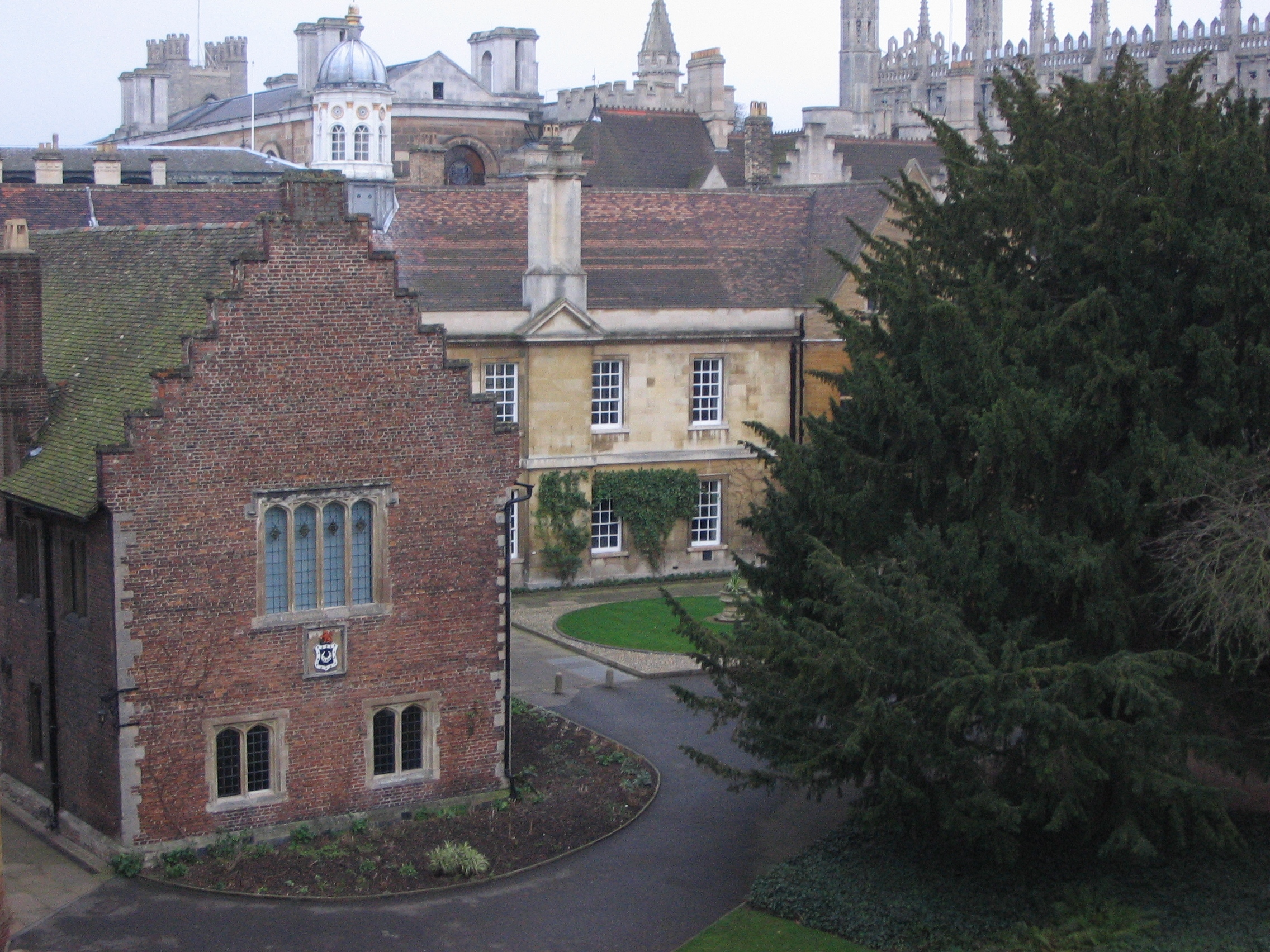
Az előtérben a Cambridge-i Trinity Hall régi könyvtára

A láncoskönyv (vagy le- illetve megláncolt könyv) kifejezés a latin liber catenatus, többes számban libri catenati fordítása.
Mivel a scriptoriumban dolgozó szerzetesnek rengeteg idejébe és fáradságába került egy-egy kódex lemásolása és díszítése, az elkészült kódexet műtárgyként kezelték, ezért a polchoz láncolták a folio méretű kódexet, nehogy eltűnjön. Ez a szokás csak évszázadokkal a karoling kor után, a reneszánszban jelent meg, ugyanis a 8. és 9. században a kéziratokat a több sorból álló pultok helyett szekrényekben tartották.
A 13. századból maradt meg az olaszországi Cesena könyvtára, valamint a 14. századból a hollandiai Zutphen és az Angliában található Cambridge-i Trinity Hall könyvtára is, amelyek láncoskönyveket tartalmaztak. A 15. században a könyvnyomtatás kialakulásának kezdeti évtizedeiben is léteztek még láncoskönyvek.